# Adam Stanislaus Grabowski

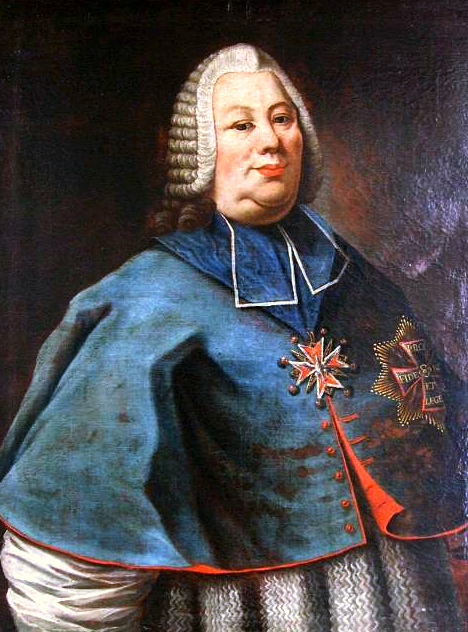
Adam Stanislaus Grabowski

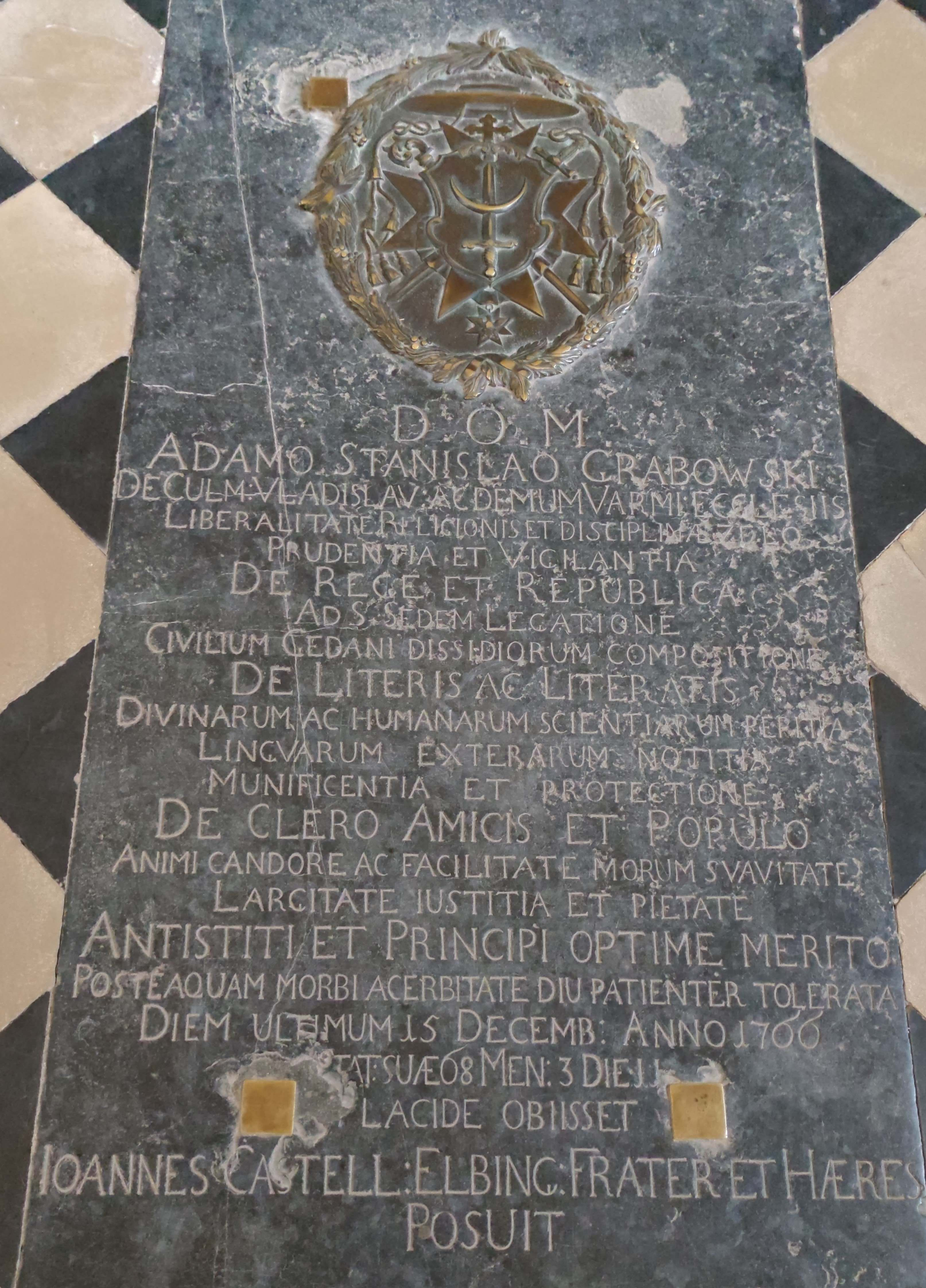
Grabstein im Frauenburger Dom

Adam Stanislaus, genannt Grabowski (* 3. September 1698 in Groß Butzig (Wielki Buczek); † 15. Dezember 1766 in Heilsberg) war von 1741 bis 1766 Fürstbischof von Ermland. Er stammte aus dem pommerellischen Adelsgeschlecht Grabowski.

## Leben
Stanislaus stammte aus einer Familie aus den Ortschaften Götzendorff und Grabau (früher Gotzendorff zu Grabow). Seine Mutter war eine geborene von Kleist. Zuletzt war der Familienname als Götzendorff-Grabowski bekannt.
Am 26. November 1730 wurde er im Erzbistum Gnesen zum Priester geweiht, am 22. Juni 1733 zum Weihbischof in Posen und gleichzeitig zum Titularbischof von Nilopolis bestellt. Geweiht wurde er am 18. August 1733. Am 26. September 1736 wurde er Bischof von Kulm, am 15. Juli 1739 Bischof von Kujawien. Am 14. April 1741 zum Fürstbischof von Ermland bestellt und am 18. September von Papst Benedikt XIV. bestätigt, wurde er am 8. Dezember 1741 in sein Amt eingesetzt. Als Mitglied des Sejm plädierte er 1744 dafür, dass sich Polen-Litauen abseits halten solle, wenn die Nachbarstaaten Schweden, Russland, das Osmanische Reich, die Habsburgermonarchie und Preußen einander bekriegten, Polen sei „die ruhige Betrachterin der Missgeschicke der anderen“ (im lateinischen Original: alienae infelicitatibus tranquilla spectatrix). Bis 1746 ließ er in Smolajny, am Hochufer der Łyna, einen Sommersitz errichten.
Bischof Stanislaus erhielt vom Kaiser den Auftrag, eine detaillierte Landkarte des Ermlandes zu erstellen. Diese Landkarte mit allen Orten im Ermland (Warmia) wurde von Johann Friedrich Endersch in Elbing hergestellt. Auf dieser Karte wurde das Herzogtum Preußen von Endersch als Borussiae Orientalis (Ostpreußen) bezeichnet. Diese Bezeichnung wurde später von Friedrich II. offiziell für das östliche Preußen eingeführt.
1766 wurde Ignatius Krasicki zum Koadjutor des Bischofs Stanislaus ernannt.